# BRE – Padochau
Die BRE – Padochau war eine Schlepptenderlokomotive der k.k. a. priv. Brünn-Rossitzer Eisenbahn (BRE).

## Geschichte
Die Maschine wurde 1863 von der Wiener Neustädter Lokomotivfabrik mit dem Namen PADOCHAU an die Brünn-Rossitzer Eisenbahn geliefert. Sie entsprach in ihren Abmessungen weitgehend den 1855 und 1857 beschafften Lokomotiven ROSSITZ, ZBESCHAU, OSLAVAN und BRÜNN.
Sie hatte Außenrahmen und Hallsche Kurbeln.
Mit der Übernahme der Brünn-Rossitzer Eisenbahn durch die Österreichisch-ungarische Staatseisenbahngesellschaft (StEG) im Jahr 1879 wurde sie in deren Bestand übernommen. Statt des Namens erhielt sie die neue Betriebsnummer 705 in der Kategorie IVi. Im Jahr 1897 bekam sie noch die neue Nummer 3151, bis 1904 wurde sie ausgeschieden.